# Jewhen Bredun
Jewhen Dmytrowycz Bredun, ukr. Євген Дмитрович Бредун (ur. 10 września 1982 roku w Kramatorsku) – ukraiński piłkarz, grający na pozycji pomocnika, a wcześniej obrońcy.

## Kariera piłkarska

### Kariera klubowa
Wychowanek miejscowego klubu Bluming Kramatorsk. W 2000 został zaproszony do Szachtara Donieck, gdzie występował również w trzeciej i drugiej drużynie. W 2004 został wypożyczony do Illicziwca Mariupol, a potem do Borysfena Boryspol, Metałurha Zaporoże, Arsenału Kijów i Zorii Ługańsk. W 2009 po anulowaniu kontraktu z Szachtarem został piłkarzem Tytan Donieck. 21 września 2009 jako wolny agent przeszedł do białoruskiego FK Homel. W lipcu 2010 podpisał kontrakt z PFK Sewastopol. 31 lipca 2013 przeniósł się do Biełszyny Bobrujsk. 21 stycznia 2014 zasilił skład Heliosa Charków.

### Kariera reprezentacyjna
Występował w młodzieżowej reprezentacji Ukrainy, w której rozegrał 8 meczów.